# Alció gorjablanc
L'alció gorjablanc (Halcyon gularis) és una espècie d'ocell de la família dels alcedínids (Alcedinidae) que sovint és considerat una subespècie de l'Alció d'Esmirna, però que recentment ha estat considerat una espècie de ple dret per altres autors

## Hàbitat i distribució
Habita boscos, camps, planures i poblacions de les illes Filipines.